# 7353 Kazuya
7353 Kazuya eller 1995 AC1 är en asteroid i huvudbältet som upptäcktes den 6 januari 1995 av de båda japanska astronomerna Masanori Hirasawa och Shohei Suzuki vid Nyukasa-observatoriet. Den är uppkallad efter Kazuya Yoshida.
Asteroiden har en diameter på ungefär 11 kilometer.